# Tommy Ryan

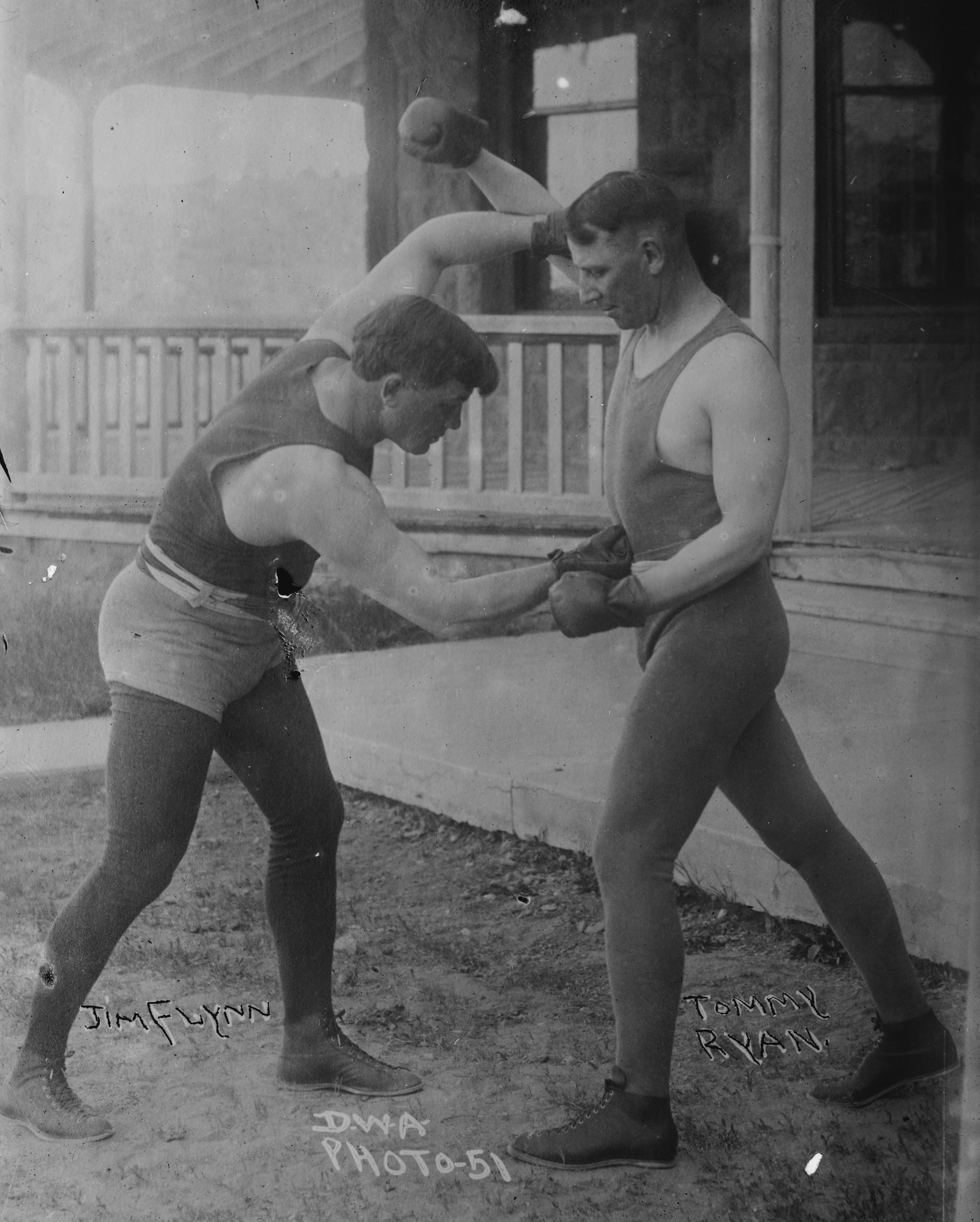

Joseph Youngs, connu sous le pseudonyme Tommy Ryan, (né le 31 mars 1870 à Redwood dans l'État de New York et mort le 3 août 1948  à Phoenix, dans l'Arizona) est un boxeur américain.

## Biographie
Tommy Ryan devient champion du monde des poids welters le 26 juillet 1894 en battant aux points en 20 rounds Mysterious Billy Smith. Ryan laisse sa ceinture vacante en 1898 et remporte le titre le champion du monde des poids moyens le 24 octobre 1898 aux dépens de Jack Bonner. Il annonce sa retraite après une défaite sans titre en jeu face à Harry Forbes le 28 mai 1907.

## Récompenses et distinctions
- Tommy Ryan est membre de l'International Boxing Hall of Fame depuis 1991[1].

## Au cinéma
Tommy Ryan est apparu au cinéma dans son propre rôle dans le documentaire Jeffries Throwing the Medicine Ball réalisé par James Stuart Blackton et Albert E. Smith, sorti en 1901, consacré au champion du monde poids lourds James J. Jeffries.

### Filmographie
- 1901 : Jeffries Throwing the Medicine Ball de James Stuart Blackton et Albert E. Smith (court métrage) : lui-même